# Trail Ridge Road
Trail Ridge Road (Carretera del Sendero de la Cresta) es el nombre que recibe un tramo de la Carretera de EE. UU. 34 que atraviesa el Parque nacional de las Montañas Rocosas desde Estes Park, Colorado en el este hasta Grand Lake, Colorado al oeste. La carretera también se conoce como Carretera Nacional Escénica del Prado de los Castores (Beaver Meadow National Scenic Byway).
Trail Ridge Road está cerrada durante el invierno, y a menudo permanece cerrada hasta bien entrada la primavera, o incluso, hasta comienzos del verano, dependiendo de la cantidad de nieve que haya. Requiere de un acceso al parque nacional de las Montañas Rocosas incluso para los residentes locales.

## Descripción de la ruta

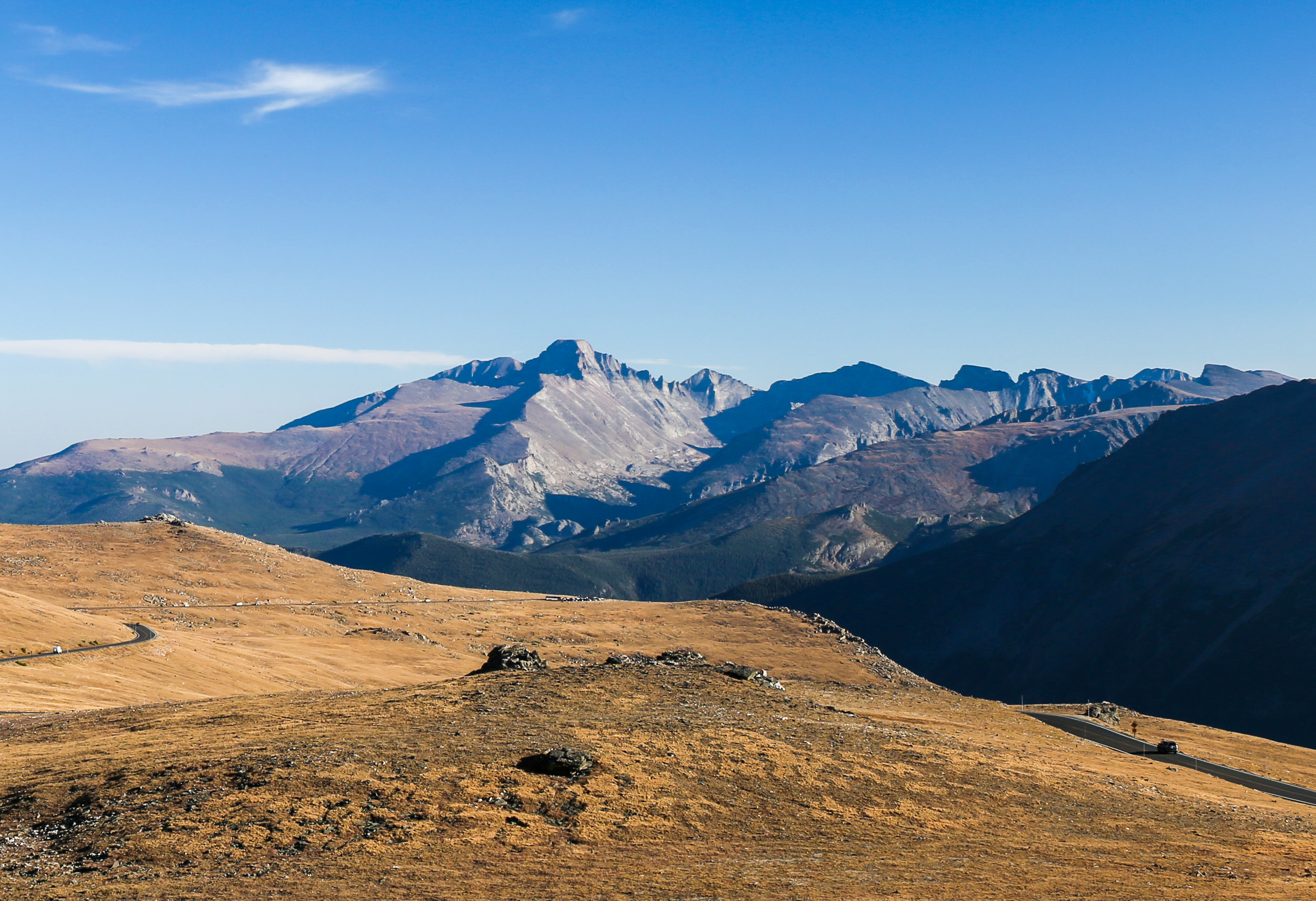
Trail Ridge Road, con la Cumbre Longs (centro a la izquierda), Cumbre de Pagoda (centro, soleada), la Chief's Head (centro a la derecha, en sombra), y el Monte Terra Tomah (en el borde derecho, en sombra), de 3.700 m (12.000 pies) de altura sobre el nivel del mar en el parque nacional de las Montañas Rocosas.

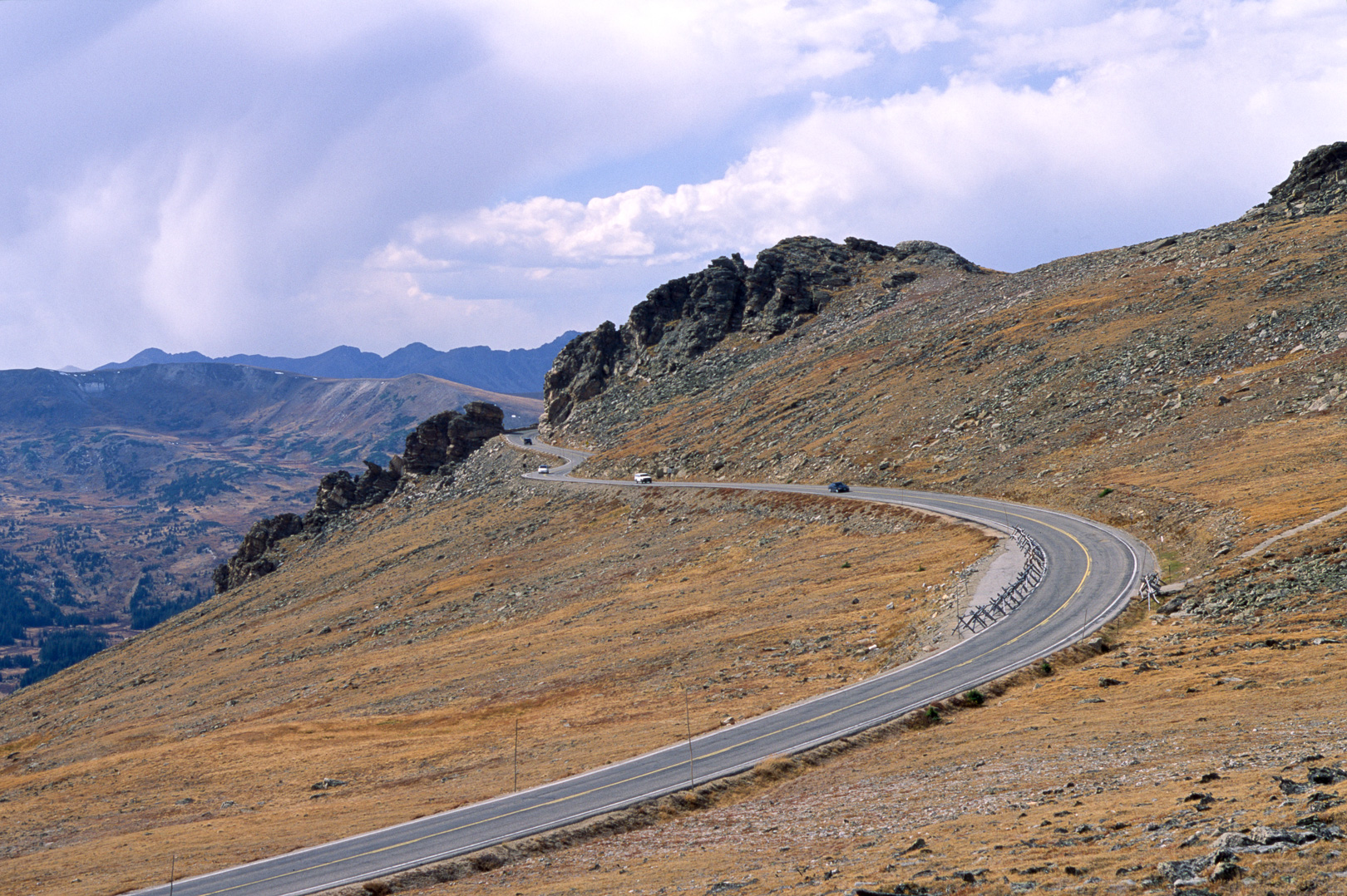
Vista de la carretera de Trail Ridge Road

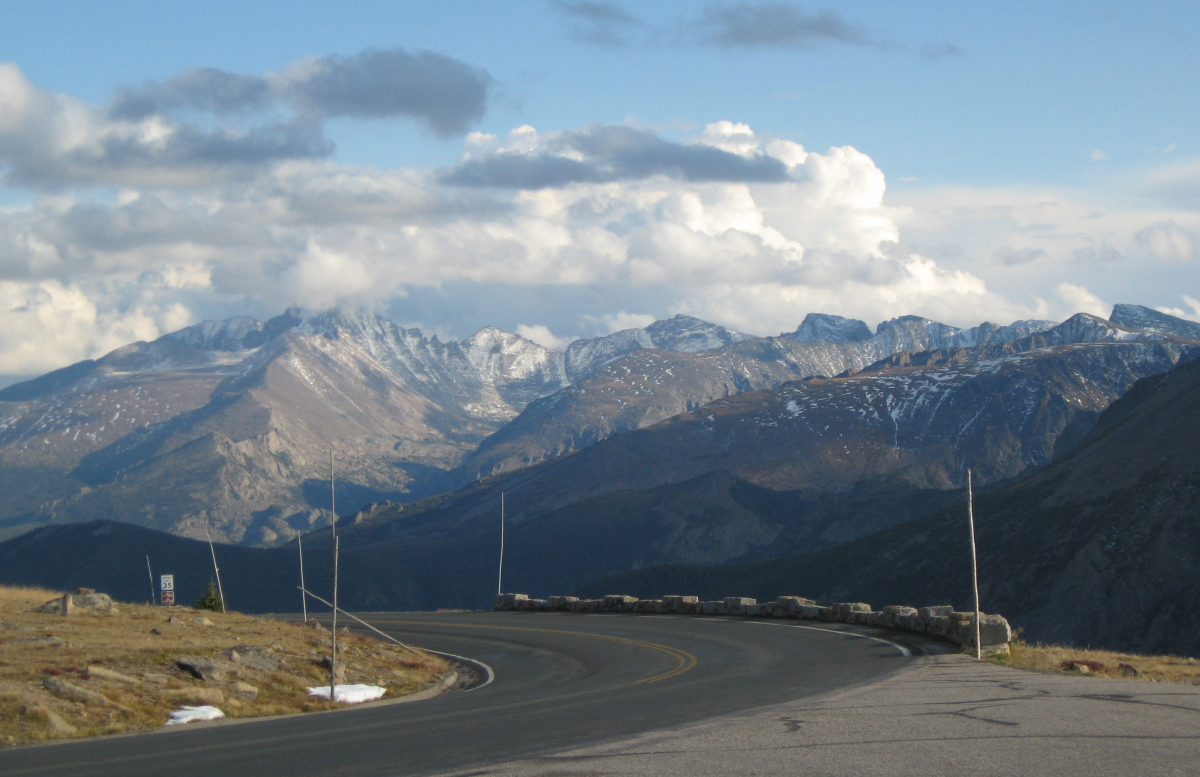
Los palos de madera marcan el borde de la carretera para las quitanieves en primavera. La carretera está cerrada durante el invierno.

Desde el Centro de Visitantes de Kawuneeche en la entrada del parque Grand Lake, la Trail Ridge Road sigue el North Fork hacia el norte del Río Colorado a través del Valle Kawuneeche. hay varios inicios de senderos a lo largo de esta sección de la carretera, principalmente el Sendero del Río Colorado, el cual es el término occidental del segmento de carretera que permanece cerrado durante el invierno.
La carretera cruza la Divisoria Continental en Milner Pass (puerto de montaña de 3.279 m de altitud, o 10.758 pies) y alcanza una elevación máxima de  3.713 m (12.183 pies), cerca del puerto Fall River Pass (elev. 3.595 m o 11.796 pies). Cerca del punto más alto de la carretera hay otro puerto, el Iceberg Pass (elev. 3.605 m o 11.827 pies).
Según contratos de construcción y archivos del mantenimiento de parque el extremo este de la carretera está en la Entrada de Fall River, aun así algunos guía estatales dicen que acaba antes, en el cruce con Deer Ridge.
Trail Ridge es una estribación plana y alta que se extiende al este de la sierra principal de las Rocosas entre Fall River al norte y el Río Big Thompson al sur.

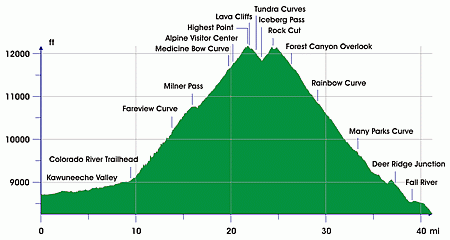
Trail Ridge Road - perfil de elevación, basado en valores de altitud obtenidos del Servicio de Elevación de Google Maps, en pies y millas.

## Historia
La Carretera de Fall river fue la primera carretera que pasaba por las zonas altas del parque. Abrió en 1921 y en seguida se demostró que era inadecuada para el viaje de vehículos a motor como carretera de un solo carril, con pendientes de hasta el 16%, curvas cerradas y un escaso periodo de utilización debido a la nieve. La construcción empezó en 1929 y llegó a River Fall Pass en julio de 1932, con una pendiente máxima del 7%. La carretera se completó a través del Valle Kawuneeche en 1938.  La ruta seguía lo que se conocía por los indios Arapajó locales como el Sendero del Perro (Dog Trail). La oposición interna a la construcción de una carretera a través de la tundra alpina del parque fue anulada por el entonces director del Servicio de Parques Nacionales Horacio Albright, quien deseaba promover las visitas al parque. La carretera fue diseñada para entrometerse lo menos posible con el paisaje, de acuerdo con los responsables del Servicio del Parque.
Hidden Valley (Valle escondido), o Ski Estates Park, fue una atracción local de esquí entre 1955 y 1991, fuera de la Trail Ridge Road.

## Antes de la construcción de la carretera
El Trail Ridge había sido utilizado por nativos americanos para cruzar las montañas entre sus zonas de residencia en el oeste y las áreas de caza en el lado el este. Los indios Arapajó llamaron al sendero localizada en la cresta de la montaña como "taienbaa" ("Dónde los Niños Andaban") porque era tan empinado que los niños no podían ser llevados, y tenían que andar. La tribu de los Ute, que cruzaban las montañas marcaban su ruta con mojones de piedra. El Sendero Ute de hoy en día sigue parcialmente la antigua ruta, por dentro del parque.

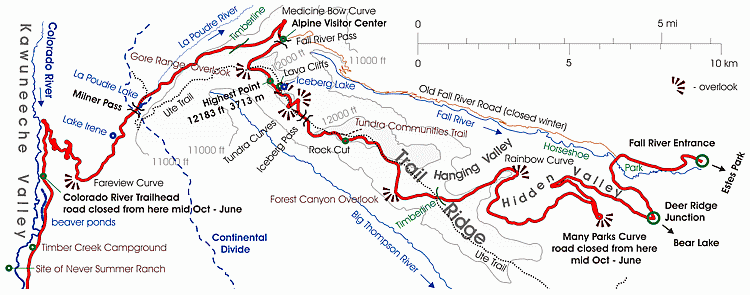
Mapa esquemático de la sección norte de la Trail Ridge Road.